# 2341 Aoluta
2341 Aoluta је астероид главног астероидног појаса са средњом удаљеношћу од Сунца која износи 2,212 астрономских јединица (АЈ).
Апсолутна магнитуда астероида је 12,5.